# Wizard Staff
Wizard Staff (Nederlands: Tovenaarsstaf), ook bekend als Wisest Wizard, Wizard Sticks of Wizards, is een drinkspel waarbij spelers individueel meer bier proberen te drinken dan hun tegenstanders. Voordat een speler een blik bier opent, dient deze bovenop het voorafgaande blik getapet te worden. Dit blik moet vervolgens van bovenaf de staf worden geopend en opgedronken. Naarmate dat de staf groter wordt, wordt dit steeds moeilijker vanwege de toenemende dronkenschap maar ook omdat het fysiek steeds uitdagender wordt als de staf steeds meer groeit. Indien de staf langer is dan de eigenaar, heeft deze deelnemer een tovenaarsstaat bereikt. Wie aan het einde van het spel de langste staf heeft wordt uitgeroepen tot de "meest wijze tovenaar".

## Speelwijze
Na elk blik dat gedronken is, gaat de speler een niveau omhoog en dan wordt er een nieuw blik bovenop zijn staf getapet. Elke opgedronken blik telt als een niveau, dus zodra de speler zijn eerste blik bier op heeft, wordt deze speler een "Niveau Eén Tovenaar" (hoewel zolang als dat de speler zijn lengte nog niet heeft bereikt, wordt deze speler vaak nog geclassificeerd als tovenaar in opleiding). Aan het begin van het spel besluiten spelers op welke interval ze zogenaamde "bazen" moeten vechten (gewoonlijk elke vijf levels). Deze bazen zijn shotjes sterke drank die vernoemd worden naar het type sterke drank dat dient geconsumeerd te worden. Boss Daniel's zou in dit geval een shotje Jack Daniel's whiskey kunnen zijn. Deze shotjes nemen is noodzakelijk om naar het volgende niveau te gaan. Het idee is om bij elk interval een andere soort sterke drank te nemen, zodat er elke keer tegen een andere baas gestreden kan worden.

## Variaties
- Witte Tovenaarsvariatie: Zodra een speler level tien heeft bereikt, worden ze een zogenaamde Witte Tovenaar. De bedoeling dat als wanneer een andere speler ook level tien heeft bereikt, zij dan met elkaar moeten strijden met hun staf. Degene die de staf van de tegenstander heeft gebroken wint de titel als nieuwe Witte Tovenaar
- "Wijs Voelen" Variatie: De spelers zijn niet toegestaan om dronken, aangeschoten of andere woorden van die aard te gebruiken om hun staat te beschrijven. Daarvoor in de plaats moeten zij zichzelf "wijs" noemen. Indien een speler toch een van die woorden gebruikt, dient deze een blik bier leeg te drinken zonder deze toe te voegen aan de staf.

Regels kunnen worden veranderd of omgebogen naar wens van de spelers.

## Oorsprong
De oudste documentatie van het gebruik van toverstaffen is afkomstig uit de Anti Hero + Girls Skateboards "Beauty and the Beasts" Toer in mei 2008, hoewel er wordt gespeculeerd dat het spel afkomstig is uit de vroege jaren 2000.